# Aurora Valero Cuenca

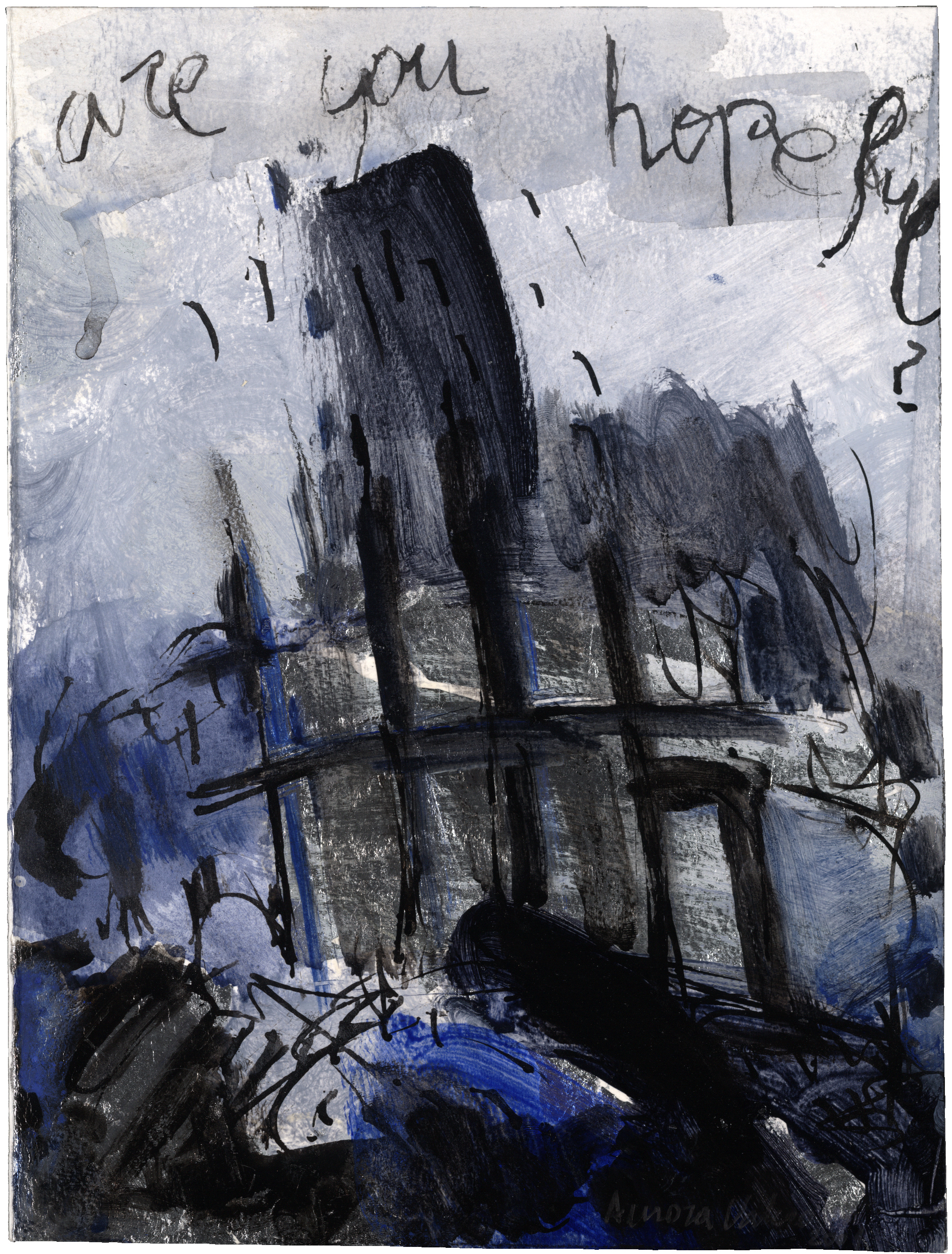
Obra de l'artista titulada "Are you hopeful?" (en català: "Tens esperança?")

Aurora Valero Cuenca (Alboraia, Horta Nord, 5 de juny de 1940) és una pintora i professora d'universitat valenciana.
Va obtenir el 1962 la pensió de pintura de la Diputació de València. El 1965 va aconseguir un accèsit en l'IX Salón de Otoño de l'Ateneu Mercantil de València. Va participar en el VII Salón de Marzo de 1966 i va obtenir la medalla de bronze per la seva obra Controvèrsia. La seua obra s'ha exposat en nombrosos llocs. Per exemple el 1971 va exposar a Antequera, el 1980 a Gandia, a València, etc.
És acadèmica Numerària de la Reial Acadèmia de Belles Arts de Sant Carles de València des de 2005.